# Eine florentinische Tragödie
Eine florentinische Tragödie er en opera af Alexander von Zemlinsky til teksten i Oscar Wildes skuespil i tysk oversættelse af Max Meyerfeld. Operaen havde premiere i Stuttgart den 30. januar 1917.